# Robert Chambers (Biologe)
Robert Warner Chambers (* 23. Oktober 1881 in Erzurum (Türkei); † 22. Juli 1957 in Concord (New Hampshire)) war ein US-amerikanischer Zellphysiologe und Biophysiker.

## Leben
Robert Chambers wurde in ein Missionarselternhaus in Erzurum (Osttürkei) hinein geboren. Später lebte er in Bahçecik (Provinz Kocaeli, früher Bardizag), einer Kleinstadt in der Nähe von İzmit. Schon auf dem Robert College in Istanbul zeigte sich sein naturwissenschaftliches Interesse, das seinen weiteren beruflichen Lebensweg bestimmen sollte. Nach seinem Schulabschluss in Istanbul studierte Chambers an der Queen’s University in Kingston (Ontario, Kanada), wo er den Masterabschluss erwarb. 1908 erwarb er den Doktortitel an der Universität München in der Ägide des Zoologen Richard von Hertwig und des Genetikers Richard Benedikt Goldschmidt. Hier erwachte sein Interesse an der Histophysiologie und der Embryologie. 1911 ging er als Forscher an das Marine Biological Laboratory (M.B.L.) in Woods Hole (Massachusetts). Ab 1912 lehrte er an diesem Institut Zoologie und Embryologie. Ab 1914/15 verschob sich sein Forschungsinteresse von der Zoologie zunehmend auf die Zellphysiologie. Von 1915 bis 1928 arbeitete er am Weill Cornell Medical College in Manhattan. 1928 wechselte er von der anatomischen Fakultät in Cornell zur biologischen Fakultät der New York University, wo er bis zu seiner Emeritierung 1949 forschte und lehrte. In dieser Zeit wurde Chambers zum Zentrum ausländischer Studenten aus Europa, Asien und Südamerika. Robert Chambers starb am 22. Juli 1957 im Alter von 75 Jahren. Er wurde in dem Grab seiner ersten Ehefrau Bertha auf dem Friedhof an der Church Street in Woods Hole beigesetzt.

## Werk
Chambers wurde vor allen Dingen als Pionier in der Technik der Mikrurgie, einer mikromanipulativen Operationsmethode in der Zellbiologie bekannt: Die Kombination eines Mikroskops mit einem Mikromanipulator und seinen Zusatzgeräten wie feinen Nadeln, Pipetten und Elektroden ermöglichten Operationen an mikroskopisch kleinen Objekten wie Zellen, Bakterien oder Kolloidteilchen. Diese von Chambers neu entwickelte Technik hat die mikroskopischen Präparier- und Operationstechniken grundlegend erweitert.
Chambers beteiligte sich aktiv am Management zahlreicher wissenschaftlicher Gesellschaften: Er war Treuhänder des M.B.L., Mitglied des Leitungsausschusses der „Long Island Biological Association“, Präsident der amerikanischen „Society for Integrative and Comparative Biology“, der „Harvey Society“ und der „Union Of American Biological Sciences“ und Vizepräsident der „American Society of Anatomists“. Er war Mitarbeiter der „Encyclopedia Britannica“ und Mitherausgeber der Zeitschrift „Protoplasma“. Er war Mitglied der „Inter-Society Committee for a National Science Foundation“ und arbeitete lange und intensiv mit anderen Wissenschaftlern in den späten 1940er-Jahren daran, den US-Kongress und Präsident Truman davon zu überzeugen, eine Nationale Wissenschaftsstiftung einzurichten. Chambers spielte ebenfalls bei der Etablierung der „New York Academy of Sciences“ eine bedeutende Rolle.

## Auszeichnungen
Chambers wurde vielfach für seine wissenschaftlichen Leistungen geehrt. Seine erste Harvey Lecture hielt er 1926 über die lebende Zelle. Von der Linnean Society of London erhielt er die „Traill Medaille“, von der Stadt Philadelphia die „John Scott Medaille“. Zudem erhielt er die Medaille der Pariser „Academie Nationale de Médecine“. Er wurde als Mitglied in die Royal Microscopical Society aufgenommen. 1944 wurde ihm die Ehrendoktorwürde der Queen’s University verliehen.